# Боброво (Краснознаменский район)
Боброво (до 1938 — Грос Рудминнен (нем. Groß Rudminnen), до 1946 — Витцхайм (нем. Wietzheim)) — посёлок в Краснознаменском городском округе Калининградской области. До 2015 года входил в состав Алексеевского сельского поселения.

## География
Посёлок расположен на северо-востоке Калининградской области, на левом (южном) берегу реки Шешупа (в 1,5 км к юго-востоку от расположенного на том же берегу посёлка Тимофеево, административного центра б. Алексеевского сельского поселения), в 18,5 км к юго-востоку от города Немана (по дорогам), в 9 км к северо-западу от районного центра, города Краснознаменска (по прямой).

## История
В прошлом населённый пункт состоял из трёх самостоятельных поселений: Гросс Рудминнен (Вицхайм в 1938—1946), Эллернталь, Кёнигсхульд.
В 1938 году властями гитлеровской Германии название Гросс Рудминнен было заменено более германизированным названием Вицхайм в рамках кампании по упразднению в Восточной Пруссии топонимики прусско-литовского происхождения.
По итогам Второй Мировой войны северная часть Восточной Пруссии (ныне Калининградская область) была передана в состав СССР, в том числе населённые пункты Эллернталь, Вицхайм и Кёнигсхульд; в 1946 году из них образован населённый пункт именем Боброво.

## Население
| 1867 | 1885 | 1910 | 1933 | 1939 | 2002 | 2010 |
| ---- | ---- | ---- | ---- | ---- | ---- | ---- |
| 285  | ↗419 | ↘382 | ↘322 | ↘294 | ↘94  | ↘81  |